# Stanisław-Markiewicz-Viadukt

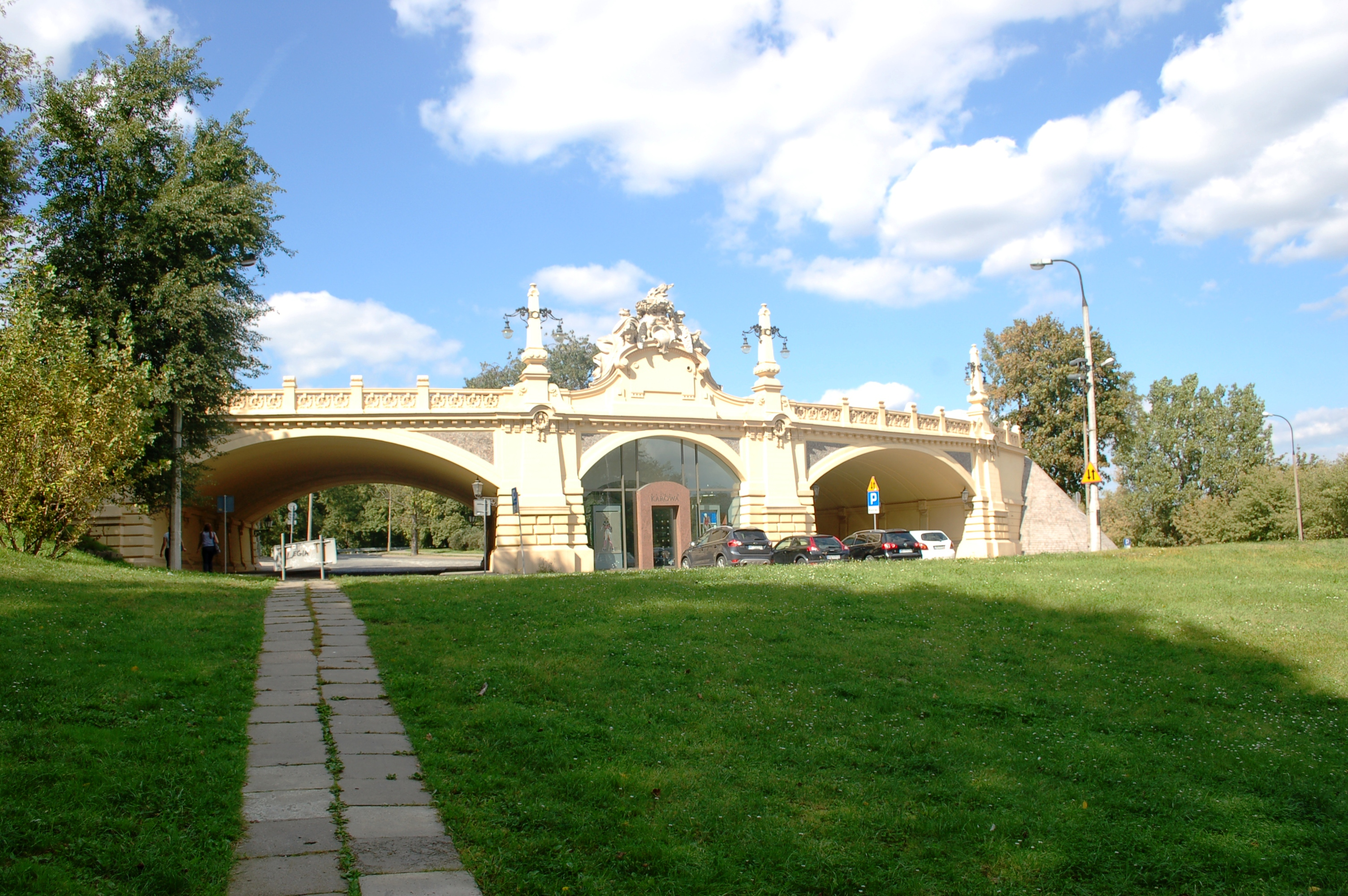
Blick auf die Brücke vom Süden aus, gut erkennbar der im Mittelpfeiler gelegene Galerie-Raum

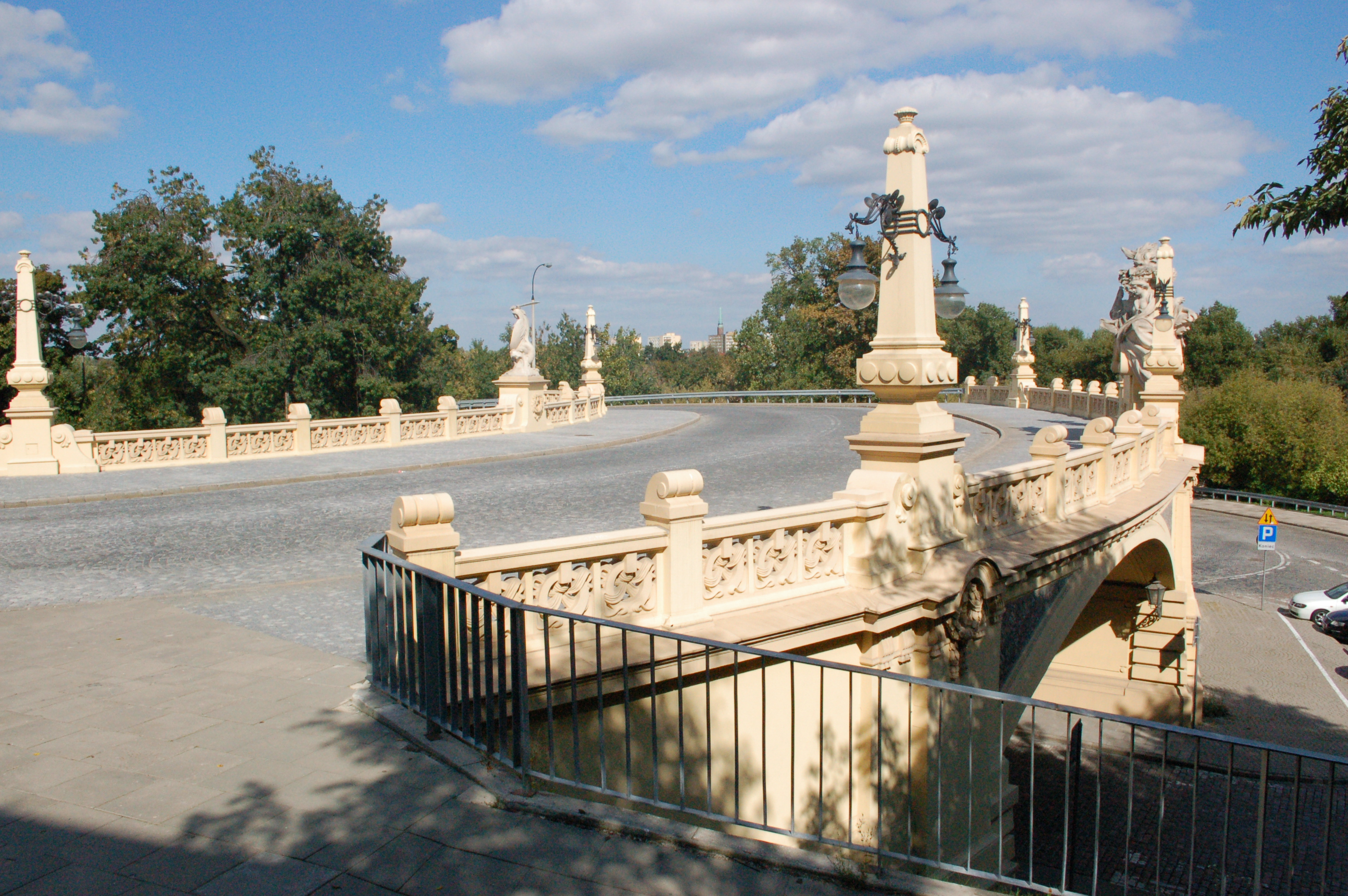
Die kopfsteingepflasterte Überfahrt

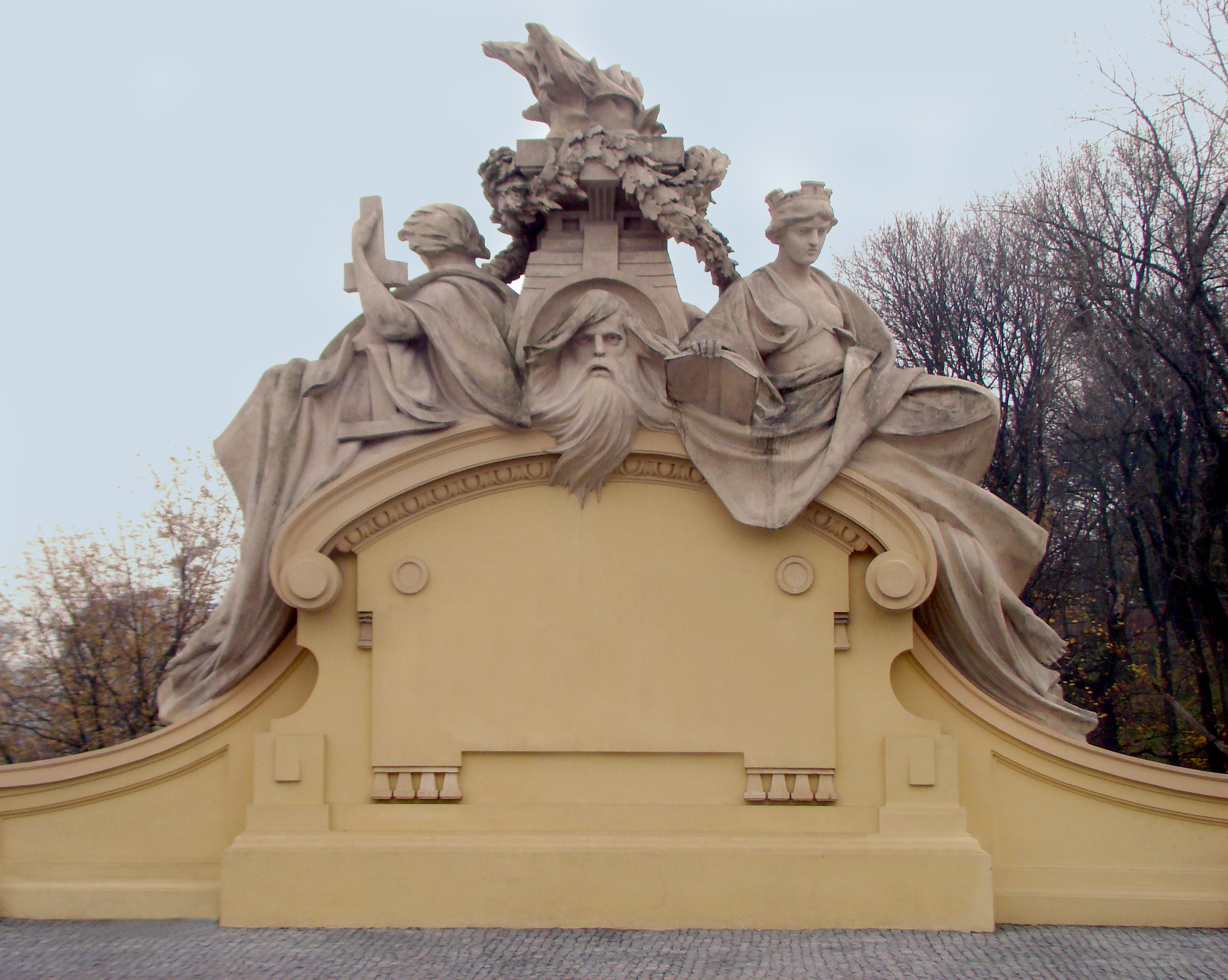
Allegorien von Woydyga auf dem Viadukt

Das Stanisław-Markiewicz-Viadukt in der Ulica Karowa (polnisch: Wiadukt im. dr. Stanisława Markiewicza na Karowej) im Warschauer Innenstadtdistrikt ist ein kleines Straßen-Kreisviadukt vom Beginn des 20. Jahrhunderts. Es befindet sich an der Warschauer Weichselböschung und ist nach einem polnischen Arzt benannt. Im Volksmund wird es auch als „Karowa-Schnecke“ (polnisch: Ślimak na Karowej) bezeichnet.

## Geschichte und Architektur
Das Viadukt ist Teil der die hier steil abfallende Weichselböschung überwindenden Karowa-Straße, die – beginnend am Hotel Bristol – die oberhalb der Böschung liegende Ulica Krakowskie Przedmieście mit der die Weichsel entlangführenden Wybrzeże Kościuszkowskie verbindet. Im 18. Jahrhundert befand sich am Fuße der hier liegenden Schlucht die erste Mülldeponie Warschaus, das „Magazyn Karowy“. Den Namen Karo erhielt sie und die später an ihrer Stelle gebaute Straße von den als „Karo“ bezeichneten, hier eingesetzten Pferdemüllwagen. Oberhalb des Viaduktes befinden sich an der Karowa die alte Entbindungsanstalt (Nr. 2), die 1910 nach einem Entwurf von Kazimierz Skorewicz errichtet wurde sowie das Gebäude der Polnischen Hygiengesellschaft (poln.: Polskie Towarzystwo Higieniczne, Nr. 32), welches um 1912 nach einem Entwurf von Jan Fryderyk Heurich im frühmodernistischen Stil entstand.
Das Viadukt wurde mit der Straße in den Jahren 1902 bis 1905 erbaut. Die Konstruktion stammte vom Ingenieur K. Sommer (die Bauausführung lag bei der Firma des Ingenieurs Arnold Bronikowski), den architektonischen Entwurf lieferte Stefan Szyller und für die plastische Ausgestaltung war Jan Woydyga verantwortlich. Das Bauwerk ist im prächtigen Stil der Neorenaissance ausgeführt und mit zahlreichen Bildhauerwerken geschmückt. Es verfügt über zwei Arkadenbögen sowie in dem mittleren, nach hinten sich verbreiternden Pfeiler einen Raum, der derzeit als Galerie verwendet wird. Auf dem Mittelteil der Brücke befindet sich eine große Allegoriengruppe von Woydyga: eine Frau mit einer die Warschauer Stadtmauer symbolisierenden Krone hält ein offenes Buch sowie in der zweiten Hand die Symbole von Kunst und Kultur. Die zweite Figur stellt einen Mann mit Schwert und Antriebsrad dar, Symbole der Arbeit. Zwischen ihnen steht eine brennende Fackel als Zeichen der Bildung. Ein darunter hervortretender Männerkopf mit wallendem Bart symbolisiert die Weichsel.
Als Folge der Verbindung der wohlhabenden Wohngegend an der Krakowskie Przedmieście mit der am Böschungsfuß liegenden Arbeitergegend wurde ein Aufschwung der weichselnahen Gegend vorausgesagt. Eine Rolltreppe sollte neben der Straße für Fußgänger installiert werden. Diese Hoffnungen erfüllten sich jedoch nicht.
1965 wurde das Bauwerk mit der Registernummer 681 (1. Juli 1965) unter Denkmalschutz gestellt. In den Jahren 2006 und 2007 wurde die Anlage generalüberholt.